# La Clé sous le paillasson
La Clé sous le paillasson est une nouvelle de Marcel Aymé, parue dans Candide en 1932.

## Historique
La Clé sous le paillasson est une nouvelle de Marcel Aymé, parue dans Candide no 415, le 25 février 1932 (Nouvelle inédite par Marcel Aymé) et dans Le Journal de Shangai, le 14 octobre 1934 (Conte par Marcel Aymé).

## Résumé
« Un cambrioleur mondain s'échappa une fois d'entre les pages d'un roman policier, et, après d'admirables aventures, arriva dans une toute petite ville de province. »

Dans la ville, pendant que les mères de famille accompagnent leurs filles au bal de la Sous-Préfecture, les pères sont à leurs parties de billard. La clé est sous le paillasson pour les premiers rentrés...